# Christian Haldenwang

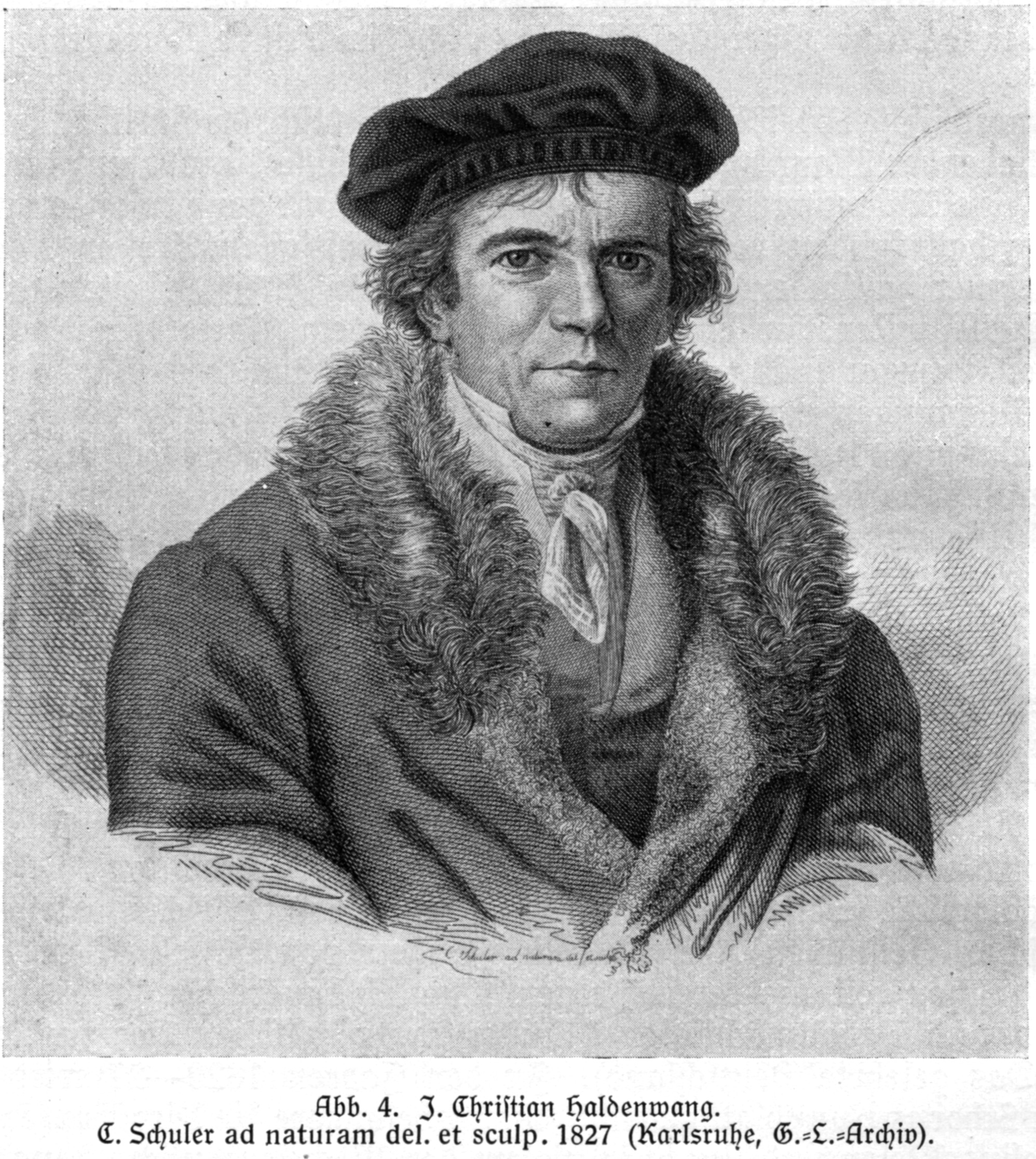
Bildnis Christian Haldenwangs

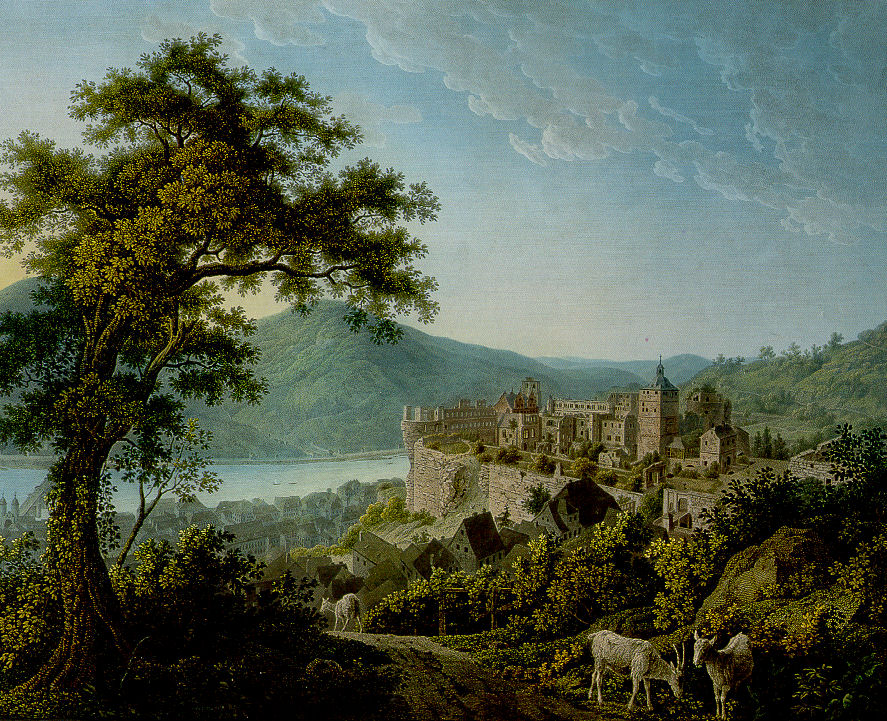
Heidelberger Schloss von Christian Haldenwang, nach Gemälde von Charles de Graimberg

Christian Haldenwang (* 14. Mai 1770 in Durlach (Markgrafschaft Baden-Durlach); † 27. Juni 1831 in Rippoldsau (Großherzogtum Baden)) war ein badischer Kupferstecher.
Haldenwang besuchte das Atelier des Kupferstechers Christian von Mechel in Basel, erhielt 1796 einen Ruf von der Chalkographischen Gesellschaft nach Dessau und 1804 als Hofkupferstecher nach Karlsruhe.
Als Landschaftsstecher vereinigte Haldenwang Kraft mit Anmut und das freie malerische Spiel mit der zartesten Vollendung. Hauptblätter von ihm sind:
- Die vier Landschaften nach Claude Lorrain, genannt die Tageszeiten, in der Eremitage zu Petersburg
- Die Landschaften nach Claude und Ruisdael, für das Musée Napoléon
- Die Flucht nach Ägypten nach Elsheimer
- Die Landschaft mit Diogenes nach C. Poussin
- Der Wasserfall nach Ruisdael